# Christian Vieri
Christian Vieri (ur. 12 lipca 1973 w Bolonii) – włoski piłkarz, który występował na pozycji napastnika.

## Życiorys
Vieri pochodzi z włosko-francuskiej rodziny. Jako dziecko wyjechał do Australii, gdzie jego ojciec, Roberto miał objąć posadę szkoleniowca jednej z tamtejszych drużyn. W 1988 Vieri wrócił do Włoch, a 2 lata później zadebiutował w zespole AC Torino. Spędził tam 2,5 roku. W późniejszych latach grał również w Ravennie, Venezii, Pizie, Atalancie BC. Po Mistrzostwach Europy Juniorów w 1996 roku, gdzie Azzurri zdobyli złoto, młodym napastnikiem zaczął interesować się Juventus F.C. W 1997 roku zaliczył debiut w kadrze narodowej, wygrał z Juve ligę i Superpuchar Włoch.
Kolejnym klubem Vieriego było Atlético Madryt, do którego trafił za 19 mln dolarów. Pobyt w Hiszpanii był dla niego udany, bowiem został królem strzelców Primera División. W 1998 roku pojechał na mundial do Francji, zaś po nich powrócił do ojczyzny. Trafił do S.S. Lazio, z którym wygrał Puchar Zdobywców Pucharów. W 1999 roku za 43 mln dolarów przeniósł się do mediolańskiego Internazionale. Grał tam aż 6 lat, strzelając 121 bramek. Stał się symbolem Interu. Przed sezonem 2005/06 Vieri stał się zawodnikiem odwiecznego rywala Interu, A.C. Milan. Kolejnymi jego klubami były: AS Monaco, Atalanta BC, ACF Fiorentina i ponownie Atalanta BC. 22 października 2009 roku oficjalnie zakończył piłkarską karierę. Nie wytrzymał jednak długo na piłkarskiej emeryturze i 16 listopada tego samego roku podpisał 6 miesięczny kontrakt z 3 ligowym klubem brazylijskim Boavista. Za każdy miesiąc gry włoski snajper miał inkasować 50 tysięcy dolarów.